# وودمور (مریلند)
وودمور (به انگلیسی: Woodmore) شهری در ایالت مریلند کشور ایالات متحده آمریکا است که جمعیت آن در سرشماری سال ۲۰۱۰ میلادی، ۳٬۹۳۶ نفر بوده‌است.